# Richard Ellmann
Richard Ellmann (n. 15 martie 1918 – d. 13 mai 1987) a fost un proeminent critic literar american și un biograf de primă importanță al mai multor scriitori de obârșie irlandeză ca James Joyce, Oscar Wilde și William Butler Yeats.
În 1959, i-a apărut la Oxford University Press, clasicul "James Joyce", pentru care a primit "National Book Award" în 1960 (pentru coperta cărții, s-a ales un desen al lui Constantin Brâncuși din 1929, intitulat "Simbolul lui Joyce"). O ediție mai nouă și revizuită a lui "James Joyce", a fost retipărită în primăvara anului 1982 (ISBN 0-19-503381-7).
Richard Ellmann a fost editor la "The New Oxford Book of American Verse".
1. ↑  Richard Ellmann, Dictionary of Irish Biography
2. 1 2  Richard Ellmann, SNAC, accesat în 9 octombrie 2017
3. 1 2 3  Autoritatea BnF, accesat în 10 octombrie 2015
4. 1 2  Richard Ellmann, Encyclopædia Britannica Online, accesat în 9 octombrie 2017
5. 1 2  Richard Ellmann, Babelio
6. ↑   https://www.pulitzer.org/prize-winners-by-category/222 Lipsește sau este vid: |title= (ajutor)
7. 1 2   https://www.nationalbook.org/people/richard-ellman/ Lipsește sau este vid: |title= (ajutor)
8. ↑   https://gsas.yale.edu/documents/wilbur-cross-medalists-1966-2023-year Lipsește sau este vid: |title= (ajutor)
9. ↑  Hedersdoktorer vid Göteborgs universitet under 100 år : 1907-2007[*], p. 80 Verificați valoarea |titlelink= (ajutor)
10. ↑   https://www.liu.edu/polk-awards/past-winners Lipsește sau este vid: |title= (ajutor)
11. ↑   https://www.bookcritics.org/past-awards/1988/ Lipsește sau este vid: |title= (ajutor)